# Lista de capítulos de Toriko
O mangá Toriko é escrito e ilustrado por Mitsutoshi Shimabukuro, e é publicado pela editora Shueisha na revista Weekly Shōnen Jump. O primeiro capítulo de Toriko foi publicado em maio de 2008 e o último em novembro de 2016, totalizando 396 capítulos compilados em 43 volumes. Nesta página, os capítulos estão listados por volume, com seus respectivos títulos originais (volumes com seus títulos originais abaixo do traduzido e capítulos com seus títulos originais na coluna secundária).
No Brasil, é licenciado e publicado pela editora Panini desde abril de 2013.

## Volumes
| - 1. Toriko, o Bishokuya!! - 2. Garfo e Faca!! - 3. A Fruta do Arco-íris!! - 4. Soco Prego!! - 5. As Armadilhas dos Kong Troll!! - 6. Se Nós Não o Comermos!! - 7. No Hotel Gourmet!! | - 1. 美食屋・トリコ!! (Bishoku-ya Toriko!!) - 2. フォークとナイフ!! (Fōku to Naifu!!') - 3. 虹の実!! (Niji no Mi!!) - 4. 釘パンチ!! (Kugi Panchi!!) - 5. トロルコングの罠!! (Tororu Kongu no Wana!!) - 6. 食わねーなら!! (Kuwanē nara!!) - 7. ホテルグルメにて!! (Hoteru Gurume nite!!) |

| - 8. Coco!! - 9. Os Dias dos "Quatro Reis Celestiais"!! - 10. O Segredo de Coco!! - 11. No Interior da Caverna...!! - 12. Contra! A Serpente Demônio!! - 13. "5-Hit"!! - 14. Komatsu Morre!! - 15. A Baleia Baiacu!! - 16. As Baleias Baiacu São Nossas!! | - 8. ココ!! (Koko!!) - 9. "四天王"の日々!! ("Shiten'nō" no Hibi!!) - 10. ココの秘密!! (Koko no Himitsu!!) - 11. 洞窟の奥へ・・・!! (Dōkutsu no Oku e...!!) - 12. 対決!デビル大蛇!! (Taiketsu! Debiru Orochi!!) - 13. "5連"!! ("Go-Ren"!!) - 14. 小松、死す!! (Komatsu, Shisu!!) - 15. フグ鯨!! (Fugu Kujira!!) - 16. フグ鯨、捕獲!! (Fugu Kujira, Hokaku!!) |

| - 17. Baleia Baiacu, a Comida Real! - 18. O Surgimento da Coisa!! - 19. Bishokukai!! - 20. O Centro de Pesquisa Gourmet!! - 21. O Coliseu Gourmet!! - 22. Lobo de Batalha!! - 23. "Bem-vindos"!! - 24. Escorregão na Coisa!! - 25. Tempo de "Amor"!! | - 17. フグ鯨、実食!! (Fugu Kujira, Jisshoku!!) - 18. 現れたモノ!! (Arawareta Mono!!) - 19. 美食會!! (Bishokukai!!) - 20. グルメ研究所!! (Gurume Kenkyūjo!!) - 21. グルメコロシアム!! (Gurume Koroshiamu!) - 22. バトルウルフ!! (Batoru Urufu!!) - 23. 「ようこそ」!! ("Yōkoso"!!) - 24. 紛れていたモノ!! (Magireteita Mono!!) - 25. 「愛」の時間!! ("Ai" no Jikan!!) |

| - 26. Robô GT!! - 27. A Razão para a Raiva!! - 28. Você é... - 29. Comida!! - 30. Sunny!! - 31. O Primeiro Biotipo!! - 32. O Rockdrums!! - 33. A "Cozinha de Jantar" de Sunny!! - 34. Komatsu e Sunny!! | - 26. ＧＴロボ!! (GT Robo!!) - 27. 怒りの理由!! (Ikari no Riyū!!) - 28. お前は... (Omae wa...) - 29. 食事!! (Shokuji!!) - 30. サニー!! (Sanī!!) - 31. 第１ビオトープ!! (Dai 1 Biotōpu!!) - 32. ロックドラム!! (Rokkudoramu!!) - 33. サニーの“ダイニングキッチン”!! (Sanī no "Dainingu Kitchin"!!) - 34. 小松とサニー!! (Komatsu to Sanī!!) |

| - 35. Para a Tundra Regal!! - 36. Corram! Para a Ilha Regal!! - 37. Os Bishokukai e as Células Gourmet!! - 38. Demônio Atlético!! - 39. Elefante Malévolo!! - 40. Um Convidado Surpresa!! - 41. Desfecho & Invasão!! - 42. A Sombra da Morte...!? - 43. A Ira de Sunny!! | - 35. リーガル高原へ!! (Rīgaru Kōgen e!!) - 36. 疾走!リーガル島!! (Shissō! Rīgaru Shima!!) - 37. 美食會とグルメ細胞!! (Bishokukai to Durume Saibō!!) - 38. デビルアスレチック!! (Debiruasurechikku!!) - 39. 荒ぶる象!! (Araburu Zō!!) - 40. 現れた男!! (Arawareta Otoko!!) - 41. 対決＆侵入!! (Taiketsu & Shin'nyū!!) - 42. 死相...!? (Shisō...!?) - 43. サニーの怒り!! (Sanī no Ikari!!) |

| - 44. A Seriedade de Coco!! - 45. "Áqua Régia"!! - 46. Presságio de Morte!! - 47. Batalha de Cabelo!! - 48. O Pior Encontro!! - 49. O Sinal de Mudança!! - 50. Limite de Tempo, 5 Minutos!! - 51. Resolução!! - 52. "10-Hit"!! | - 44. ココ、本気!! (Koko, Honki!!) - 45. "王水"!! ("Ōsui"!!) - 46. 死相!! (Shisō!!) - 47. 髪バトル!! (Hea Batoru!!) - 48. 最悪の遭遇!! (Saiaku no Sōgū!!) - 49. 進化の前兆!! (Shinka no Zenchō!!) - 50. タイムリミット５分!! (Taimu Rimitto 5-fun!!) - 51. 覚悟!! (Kakugo!!) - 52. "10連"!! ("10 Ren"!!) |

| - 53. Fuga!! - 54. A Verdadeira Comida de Mamute!! - 55. O Menu de Terry! - 56. Inferno das Plantas, Mergulhem!! - 57. Um Relance do Rei!! - 58. Culminação da Selva!! - 59. Milho BB, a Verdadeira Comida!! - 60. O Ingrediente Final...!! - 61. Alcance...!! | - 53. 脱出!! (Dasshutsu!!) - 54. マンモス実食!! (Manmosu Jisshoku!!) - 55. テリーのメニュー!! (Terī no Menyū!!) - 56. 植物地獄、突入!! (Heru Puranto, Totsunyū!!) - 57. 王者の片鱗!! (Ōja no Henrin!!) - 58. ジャングルの結晶!! (Janguru no Kesshō!!) - 59. BBコーン、実食!! (BB Kōn, Jisshoku!!) - 60. 最後の食材・・・!! (Saigo no Shokuzai...!!) - 61. 射程距離・・・!! (Shatei Kyori...!!) |

| - 62. Armas Novas!! - 63. O Fim da Evolução...!! - 64. "Gourmet Town", a Cidade com o Estômago Cheio!! - 65. "Setsuno", o Tesouro Nacional Vivo Gourmet!! - 66. A Sopa do Século!! - 67. O Segredo da Cafeteria de Setsuno!! - 68. "Heavy Lodge", o Bar dos Encontros!! - 69. Viagem ao "Inferno de Gelo"!! - 70. Banquete Insano a Bordo! | - 62. 新たなる武器!! (Aratanaru Buki!!) - 63. 進化の果て・・・!! (Shinka no Hate...!!) - 64. 満腹都市「グルメタウン」!! (Manpuku Toshi "Gurume Taun"!!) - 65. 美食人間国宝「節乃」!! (Bishoku Ningen Kokuhō "Setsuno"!!) - 66. センチュリースープ!! (Senchurī Sūpu!!) - 67. 節乃食堂の秘密!! (Setsuno Shokudō no Himitsu!!) - 68. 出会いの酒場「ヘビーロッジ」!! (Deai no Sakaba "Hebī Rojji"!!) - 69. 「アイス ヘル」ヘの航路!! ("Aisu Heru" e no Kōro!!) - 70. 船上の狂宴!! (Senjō no Kyōen!!) |

| - 71. A Estrada Contra o Vento!! - 72. A Rota de Cada Um!! - 73. Ataquem Enquanto o Prato Está Quente!! - 74. Razão da Aventura!! - 75. Explosão da Guerra!! - 76. Zunido!! - 77. Batalha Abaixo do Congelamento!! - 78. Pestes!! - 79. "Hospedar"!! | - 71. 逆風の道!! (Gyakufū no Michi!!) - 72. それぞれのルート!! (Sorezore no Rūto!!) - 73. 膳は急げ!! (Zen wa Isoge!!) - 74. 冒険の理由!! (Bōken no Riyū!!) - 75. 開戦!! (Kaisen!!) - 76. 羽音!! (Haoto!!) - 77. 氷点下の決戦!! (Hyōtenka no Kessen!!) - 78. 害虫!! (Gaichū!!) - 79. 「宿」!! ("Yado"!!) |

| - 80. "Rotina Pré-tiro"!! - 81. Exaustão!! - 82. Lixo!! - 83. Continente do Tremor!! - 84. A Sopa Está...!! - 85. Energia Quente!! - 86. Profundezas do Inferno!! - 87. Além de 10...!! - 88. Luta Feroz!! | - 80. 「プリショットルーティーン」!! ("Purishotto Rūtīn"!!) - 81. 脱力!! (Datsuryoku!!) - 82. ゴミ!! (Gomi!!) - 83. 震える大陸!! (Furueru Tairiku!!) - 84. スープが・・・!! (Sūpu ga...!!) - 85. 熱量!! (Enerugī!!) - 86. 地獄の淵!! (Jigoku no Fuchi!!) - 87. 10の先へ・・・!! (10 no Saki e...!!) - 88. 野生の勝負!! (Yasei no Shōbu!!) |

| - 89. Saiseiya "Teppei"!! - 90. Hora da Reanimação!! - 91. Como a Sopa é Formada...!! - 92. A "Sopa do Século" do Inferno de Gelo!! - 93. Adeus! Inferno de Gelo!! - 94. "Life", o País da Cura!! - 95. Regra!! - 96. O Caminho da Recuperação!! - 97. A Resposta do Milagre!! | - 89. 再生屋「鉄平」!! (Saisei-ya "Teppei"!!) - 90. 再生の刻!! (Saisei no Toki!!) - 91. 食材のおもむくままに・・・!! (Sūpu no Omomuku Mama ni...!!) - 92. 氷の大陸の「センチュリースープ」!! (Aisu Heru no "Senchurī Sūpu"!!) - 93. さらば!氷の大陸!! (Saraba! Aisu Heru!!) - 94. 癒しの国「ライフ」!! (Iyashi no Kuni "Raifu"!!) - 95. ルール!! (Rūru!!) - 96. 再生への道!! (Saisei e no Michi!!) - 97. 奇跡の答え!! (Kiseki no Kotae!!) |

| - 98. A Sopa do Século de "Komatsu"!! - 99. Sopa Decidida!! - 100. Nova Casa de Doces!! - 101. Os Discípulos de Acacia!! - 102. Hora da Luta!! - 103. Combo!! - 104. Escadaria para o Paraíso!! - 105. Para Dentro das Nuvens!! - 106. Céu Vegetal!! | - 98. "小松"のセンチュリースープ!! ("Komatsu" no Senchurī Sūpu!!) - 99. スープ決定!! (Sūpu Kettei!!) - 100. 新スウィーシハウス!! (Nyū Sū'īshi Hausu!!) - 101. アカシアの弟子たち!! (Akashia no Deshi-tachi!!) - 102. ケンカの時間!! (Kenka no Jikan!!) - 103. コンビ!! (Konbi!!) - 104. 天国への階段!! (Tengoku e no Kaidan!!) - 105. 雲の中へ!! (Kumo no Naka e!!) - 106. ベジタブルスカイ!! (Bejitaburu Sukai!!) |

| - 107. Erva Ozônio!! - 108. Erva Ozônio, a Verdadeira Comida!! - 109. Corpo Estranho!! - 110. Para o Mundo Gourmet!! - 111. A Realidade do Mundo Gourmet!! - 112. Mundo Diferente!! - 113. O Que Falta em Você!! - 114. A Faca de Cozinha de Komatsu!! - 115. Topo! Montanha Melk!! | - 107. オゾン草!! (Ozon Sou!!) - 108. オゾン草、実食!! (Ozon Sou, Jisshoku!!) - 109. 異物!! (Ibutsu!!) - 110. グルメ界へ!! (Gurume-kai e!!) - 111. グルメ界の現実!! (Gurume-kai no Genjitsu!!) - 112. 別世界!! (Bessekai!!) - 113. 足りないもの!! (Tarinaimono!!) - 114. 小松の包丁!! (Komatsu no Hōchō!!) - 115. 登頂!メルクマウンテン!! (Tōchō! Meruku Maunten!!) |

| - 116. Algo Inflexível!! - 117. O Segredo da Poeira Estelar!! - 118. A Afiação de Melk!! - 119. Mergulhando no Buraco Pesado!! - 120. A Verdade Sobre a Segunda Geração!! - 121. Dois Melks!! - 122. O “Verdadeiro” Melk!! - 123. O Trabalho da Segunda Geração!! - 124. Faca Completa!! | - 116. 譲れないモノ!! (Yuzurenai Mono!!) - 117. 星屑の秘密!! (Hoshikuzu no Himitsu!!) - 118. メルクの研ぎ!! (Meruku no Togi!!) - 119. ヘビーホール突入!! (Hebī Hōru Totsunyū!!) - 120. 二代目の正体!! (Nidaime no Shōtai!!) - 121. 二人のメルク!! (Futari no Meruku!!) - 122. ”本物”のメルク!! (“Honmono” no Meruku!!) - 123. 二代目の仕事!! (Nidaime no Shigoto!!) - 124. 包丁完成!! (Hōchō Kansei!!) |

| - 125. Jornada ao Submundo!! - 126. Prisão de Mel!! - 127. Zebra!! - 128. Liberação!! - 129. Os Pecados de Zebra!! - 130. O Mundo de Areia!! - 131. Labirinto Deserto!! - 132. Pirâmide Gourmet!! - 133. A Busca por Komatsu!! - 134. O Mistério da Pirâmide!! | - 125. 黄泉への旅路!! (Yomi e no Tabiji!!) - 126. ハニープリズン!! (Hanī Purizun!!) - 127. ゼブラ!! (Zebura!!) - 128. 出所!! (Shussho!!) - 129. ゼブラの罪!! (Zebura no Tsumi!!) - 130. 砂の世界!! (Suna no Sekai!!) - 131. 砂漠の迷宮!! (Dezāto Rabirinsu!!) - 132. グルメピラミッド!! (Gurume Piramiddo!!) - 133. 小松、捜索!! (Komatsu, Sōsaku!!) - 134. ピラミッドの謎!! (Piramiddo no Nazo!!) |

| - 135. Recuperação!! - 136. VS Esfinge Salamandra!! - 137. A Verdadeira Forma da Cola!! - 138. Preparem a Cola Suave!! - 139. As Condições de Zebra!! - 140. "Ataque Conjunto"!! - 141. Pulsação!! - 142. Condições de Parceria!! - 143. Uma Vida Explosiva!! - 144. A "Pior" Reunião Possível!! | - 135. 回復!! (Kaifuku!!) - 136. VSサラマンダースフィンクス!! (VS Saramandā Sufinkusu!!) - 137. コーラの正体!! (Kōra no Shōtai!!) - 138. メロウコーラ、調理!! (Meroukōra, Chōri!!) - 139. ゼブラの条件!! (Zebura no Jōken!!) - 140. "合体技"!! ("Gattai-waza"!!) - 141. 鼓動!! (Kodō!!) - 142. コンビの条件!! (Konbi no Jōken!!) - 143. 生ける爆薬!! (Ikeru Bakuyaku!!) - 144. "最悪"との再会!! ("Saiaku" to no Saikai!!) |

| - 145. Templo Gourmet!! - 146. Maçã Surpresa!! - 147. O Ovo da Galinha Tigre! - 148. O Gourami Brilhante!! - 149. Montanhas Mors!! - 150. Queda Mortal!! - 151. A Técnica Evoluída!! - 152. Instinto!! - 153. Soco Prego Gêmeo!! | - 145. グルメ神社!! (Gurume Jinja!!) - 146. ビックリアップル!! (Bikkuri Appuru!!) - 147. ニワトラの卵!! (‘Niwatora no Tamago!!) - 148. サンサングラミー!! (Sansan Guramī!!) - 149. モルス山脈!! (Morusu Sanmyaku!!) - 150. デスフォール!! (Desu Fōru!!) - 151. 進化した技!! (Shinkashita Waza!!) - 152. 直観!! (Chokkan!!) - 153. ツイン釘パンチ!! (Tsuin Kugi Panchi!!) |

| - 154. A Sorte com Comida de Komatsu!! - 155. Experimentando o Gourami Brilhante!! - 156. Chefes!! - 157. O Baú do Tesouro do Presidente!! - 158. Komatsu e Ootake!! - 159. A Voz do Menu Completo!! - 160. Alho Meteoro!! - 161. Cassino Gourmet!! - 162. Hora da Aposta!! | - 154. 小松の食運!! (Komatsu no Shokuun!!) - 155. サンサングラミー実食!! (Sansan Guramī Jisshoku!!) - 156. 料理人たち!! (Ryōrinin-tachi!!) - 157. 会長の宝箱!! (Kaichō no Takarabako!!) - 158. 小松と大竹!! (Komatsu to Ōtake!!) - 159. フルコースの声!! (Furu Kōsu no Koe!!) - 160. メテオガーリック!! (Meteo Gārikku!!) - 161. グルメカジノ!! (Gurume Kajino!!) - 162. 賭博時間!! (Gyanburu Taimu!!) |

| - 163. Os Segredos do Mundo da Cozinha Subterrânea!! - 164. Degustação!! - 165. VS Livebearer!! - 166. O Coração do Jogo!! - 167. Ingredientes Coringa!! - 168. A Intenção de Coco - 169. A Combinação de Alimentos da Vitória!! - 170. Alho Meteoro, a Verdadeira Comida!! - 171. Supremo Governante da Era!! | - 163. 地下料理界の秘密!! (Chika Ryōri-kai no Himitsu!!) - 164. グルメテイスティング!! (Gurume Teisutingu!!) - 165. VSライブベアラー!! (Bāsasu Raibubearā!!) - 166. 勝負のキモ!! (Shōbu no Kimo!!) - 167. ジョーカー食材!! (Jōkā Shokuzai!!) - 168. ココの狙い!! (Koko no Nerai!!) - 169. 勝利の食べ合わせ!! (Shōri no Tabeawase!!) - 170. メテオガーリック実食!! (Meteo Gārikku Jisshoku!!) - 171. 時代の覇者!! (Jidai no Hasha!!) |

| - 172. Ichiryuu e Midora!! - 173. Papai Noel Gourmet!! - 174. Madame Peixe!! - 175. A Competição na Lagoa Pote!! - 176. Vinagre do Rei!! - 177. Bomba Dodorian!! - 178. Eco Nori!! - 179. Eho-Maki Completo!! - 180. Cozinha Desaparecida!! | - 172. 一龍と三虎!! (Ichiryū to Midora!!) - 173. グルメサンタ!! (Gurume Santa!!) - 174. マダムフィッシュ!! (Madamu Fisshu!!) - 175. 鍋池の競争!! (Nabe-ike no Kyōsō!!) - 176. 王酢!! (Ōzu!!) - 177. ドドリアンボム!! (Dodorian Bomu!!) - 178. エコのり!! (Eko Nori!!) - 179. 恵方巻完成!! (Ehōmaki Kansei!!) - 180. 雲隠れ割烹!! (Kumogakure Kappō!!) |

| - 181. Templo Shokurin!! - 182. Fruta Bolha!! - 183. O Poder do Respeito à Comida!! - 184. Treinamento no Templo Shokurin!! - 185. Caminho de Bolhas!! - 186. Imersão na Comida!! - 187. Fruta Bolha, a Verdadeira Comida!! - 188. A Batalha Decisiva! Templo Shokurin!! - 189. Aquele que Dominou a Honra da Comida!! | - 181. 食林寺!! (Shokurin-ji!!) - 182. シャボンフルーツ!! (Shabon Furūtsu!!) - 183. 食義の実力!! (Shokugi no Jitsuryoku!!) - 184. 食林寺の修業!! (Shokurin-ji no Shugyō!!) - 185. バブルウェイ!! (Baburu Wei!!) - 186. 食没!! (Shokubotsu!!) - 187. シャボンフルーツ実食!! (Shabon Furūtsu Jisshoku!!) - 188. 決戦!食林寺!! (Kessen! Shokurin-ji!!) - 189. 食義を極めし者!! (Shokugi o Kiwameshi Mono!!) |

| - 190. Faca VS Faca de Cozinha!! - 191. O Combo de Ootake!! - 192. O Hours D’oeuvre Escondido!! - 193. Os Membros do Biotipo 0!! - 194. As Quatro Bestas!! - 195. Jantar do Rei Zen!! - 196. A Invasão das Quatro Bestas!! - 197. 4 vs 4!! - 198. Mais de 100!! | - 190. ナイフVS包丁!! (Naifu VS Hōchō!!) - 191. 大竹のコンビ!! (Ōtake no Konbi!!) - 192. 隠された前菜!! (Kakusareta Zensai!!) - 193. 第0ビオトープ職員!! (Dai-zero Biotōpu Shokuin!!) - 194. 四獣!! (Shijū!!) - 195. 膳王の晩餐!! (Zen-ō no Bansan!!) - 196. 四獣侵攻!! (Shijū Shinkō!!) - 197. 4vs4!! - 198. オーバー100!! (Ōbā 100!!) |

| - 199. Quatro Conclusões!! - 200. O Corpo Principal das Quatro Bestas!! - 201. Devastação no Mundo Humano!! - 202. Chuva Verde!! - 203. Antídoto Gourmet!! - 204. O Novo Método de Cozinhar!! - 205. Curiosidade Pelo Sabor!! - 206. "Apetite"!! - 207. "O Jantar dos Reis"!! | - 199. 4つの決着!! (Yottsu no Ketchaku!!) - 200. 四獣の本体!! (Shijū no Hontai!!) - 201. 人間界大混乱!! (Ningen-kai Dai Konran!!) - 202. 緑の雨!! (Gurīn Rein!!) - 203. 解毒料理!! (Gedoku Ryōri!!) - 204. 新しい調理法!! (Atarashī Chōri-hō!!) - 205. 味への好奇心!! (Aji e no Kōkishin!!) - 206. ”食欲”!! ("Shokuyoku"!!) - 207. ”王食晩餐”!! ("Ō Shoku Bansan"!!) |

| - 208. Quatro Bestas, a Verdadeira Comida!! - 209. Komatsu, o Cozinheiro!! - 210. Pistola de Pregos!! - 211. A Abertura do "Festival de Culinária"!! - 212. Surgem os Competidores!! - 213. Começam as Preliminares!! - 214. Dura Batalha!! - 215. Conhecam, Branch!! - 216. Saindo na Frente!! | - 208. 四獣、実食!! (Shijū, Jisshoku!!) - 209. 料理人・小松!! (Ryōrijin - Komatsu!!) - 210. ネイルガン!! (Neiru Gan!!) - 211. 〝クッキングフェス〟開幕!! ("Kukkingu Fesu" Kaimaku!!) - 212. 選手入場!! (Senshu Nyūjō!!) - 213. 予選開始!! (Yosen Kaishi!!) - 214. 真剣勝負!! (Shinken Shōbu!!) - 215. フランチ、見参!! (Furanchi, Kenzan!!) - 216. ごぼう抜き!! (Gobō Nuki!!) |

| - 217. Sinal para o Início da Guerra!! - 218. Bishokukai, Invasão!! - 219. A Luta Começa!! - 220. Batalha Selvagem!! - 221. IGO vs Bishokukai!! - 222. O Pior Coringa!! - 223. Os Chefes Alvo!! - 224. A Esperança do Mundo!! - 225. Despertar!! | - 217. 開戦の合図!! (Kaisen no Aizu!!) - 218. 美食會、襲来!! (Bishokukai, Shūrai!!) - 219. 戦闘開始!! (Sentō Kaishi!!) - 220. 野生の闘い!! (Yasei no Tatakai!!) - 221. IGOvs美食會!! (Ai-jī-ō vs Bishokukai!!) - 222. 最悪の切り札!! (Saiaku no Jōkā!!) - 223. 狙われた料理人!! (Nerawareta Ryōrijin!!) - 224. 世界の希望!! (Sekai no Kibō!!) - 225. 覚醒!! (Kakusei!!) |

| - 226. VS Tommyrod!! - 227. O Resultado do Duelo!! - 228. Relâmpago!! - 229. VS Imortalidade!! - 230. Traição!! - 231. Zebra Contra-ataca!! - 232. Sombras Irritantes!! - 233. Chamado!! - 234. Além dos Limites!! | - 226. VSトミーロッド!! (VS Tomīroddo!!) - 227. 決闘の行方!! (Kettō no Yukue!!) - 228. 稲妻!! (Inazuma!!) - 229. VS不死身!! (VS Fujimi!!) - 230. 裏切り!! (Uragiri!!) - 231. 逆襲のゼブラ!! (Gyakushū no Zebura!!) - 232. 蠢く影!! (Ugomeku Kage!!) - 233. 呼び声!! (Yobigoe!!) - 234. 限界のその先!! (Genkai no Sono-saki!!) |

| - 235. A Impressão Suprema!! - 236. O Rival Mais Poderoso!! - 237. Batalha Flamejante!! - 238. Limites de Força!! - 239. Desespero Absoluto!! - 240. Poder Oculto!! - 241. Idealizador!! - 242. Joa, o Homem Misterioso!! - 243. Jirou, a Besta Furiosa!! | - 235. 究極の重い込み!! (Kyūkyoku no Omoikomi!!) - 236. 最強の敵!! (Saikyō no Raibaru!!) - 237. 灼熱の闘い!! (Shakunetsu no Batoru!!) - 238. 力の限り!! (Chikara no Kagiri!!) - 239. 絶体絶命!! (Zettai Zetsumei!!) - 240. 秘めた力!! (Himeta Chikara!!) - 241. 黒幕!! (Kuromaku!!) - 242. 謎の男・ジョア!! (Nazo no Otoko - Joa!!) - 243. 暴獣・二狼!! (Bōjū - Jirō!!) |

| - 244. A Identidade Enigmática!! - 245. O Momento do Desfecho!! - 246. Mais Uma Batalha Decisiva!! - 247. O Confronto Entre o Tigre e o Dragão!! - 248. O Poder do Dragão Solitário!! - 249. A Rebelião da Minoria!! - 250. Estômago Vazio e sem Fundo!! - 251. Acacia e Seus Três Discípulos!! - 252. Os Contos de Fada de Acacia!! - 253. As Lágrimas do Tigre!! | - 244. 謎を呼ぶ正体!! (Nazo o Yobu Shōtai!!) - 245. 終末の刻!! (Shūmatsu no Toki!!) - 246. もう一つの決戦!! (Mō Hitotsu no Kessen!!) - 247. 龍虎激突!! (Ryūko Gekitotsu!!) - 248. 一龍の力!! (Ichiryū no Chikara!!) - 249. 少数派の反逆!! (Haguremono no Hangyaku!!) - 250. 底知れぬ空腹!! (Sokoshirenu Kūfuku!!) - 251. 美食神と三弟子!! (Akashia to San-deshi!!) - 252. アカシアのおとぎ話!! (Akashia no Otogi-banashi!!) - 253. 虎の涙!! (Tora no Namida!!) |

| - 254. Um Triste Desfecho!! - 255. Despertar!! - 256. O Verdadeiro Inimigo!! - 257. O Fim de uma Era!! - 258. A Marcha Maligna!! - 259. A Hipótese de Coco!! - 260. O Sonho de Toriko!! - 261. A Ambição de Ootake!! - 262. A Mesa de Jantar de Midora!! - 263. O Melhor Bishokuya do Mundo!! | - 254. 悲しみの果て!! (Kanashimi no Hate!!) - 255. 目覚め!! (Mezame!!) - 256. 本当の敵!! (Hontō no Teki!!) - 257. 時代の終わり!! (Jidai no Owari!!) - 258. 悪の行軍!! (Aku no Kōgun!!) - 259. ココの仮説!! (Koko no Kasetsu!!) - 260. トリコの夢!! (Toriko no Yume!!) - 261. 大竹の野望!! (Ōtake no Yabō!!) - 262. 三虎の食卓!! (Midora no Shokutaku!!) - 263. 世界一の美食や!! (Sekaiichi no Bishokuya!!) |

| - 264. Para o Mundo Gourmet!! - 265. Chuva de Bênçãos!! - 266. O Último Baú do Tesouro!! - 267. Primeiro Choro de Esperança!! - 268. O Ovo Milagroso!! - 269. Coração Herdado!! - 270. A Última Chave!! - 271. A Mensagem de Ichiryuu!! - 272. Para Onde os Sonhos nos Esperam!! | - 264. いざグルメ界へ!! (Iza Gurume-kai e!!) - 265. 恵みの雨!! (Megumi no Ame!!) - 266. 最後の宝箱!! (Saigo no Takarabako!!) - 267. 希望の産声!! (Kibō no Ubugoe!!) - 268. 奇跡の卵!! (Kiseki no Tamago!!) - 269. 受け継がれる心!! (Uketsugareru Kokoro!!) - 270. 最後の鍵!! (Saigo no Kagi!!) - 271. 一龍の言伝!! (Ichiryū no Kotodzute!!) - 272. 夢の待つ場所へ!! (Yume no Matsu Basho e!!) |

| - 273. Porto dos Espíritos Malignos!! - 274. Atordoados!! - 275. A Enganação da Névoa!! - 276. O Verdadeiro Valor de 1 Ano e Meio!! - 277. O Mensageiro do Mundo da Comida Bizarra!! - 278. O Labirinto da Morte!! - 279. Poste de Sinalização!! - 280. O Mundo da Comida Bizarra!! - 281. O Eremita Daruma!! - 282. Quatro Caminhos!! | - 273. 悪霊たちの港!! (Akuryō-tachi no Minato!!) - 274. 五里霧中!! (Gorimuchū!!) - 275. 霧の幻惑!! (Kiri no Genwaku!!) - 276. 一年半の成果!! (Ichi-nen-han no Seika!!) - 277. 妖食界からの使者!! (Yōshoku-kai kara no Shisha!!) - 278. 死の迷宮!! (Shi no Meikyū!!) - 279. 道標!! (Michishirube!!) - 280. 妖食界!! (Yōshoku-kai!!) - 281. ダルマ仙人!! (Daruma Sennin!!) - 282. 四つの道!! (Yottsu no Michi!!) |

| - 283. Sacrifício para o Rei dos Cavalos!! - 284. A Determinação de Toriko!! - 285. VS Heracles!! - 286. O Despertar do "Azul"!! - 287. Chuva Lenta e o Rei da Culinária!! - 288. Como Preparar o Ar!! - 289. Continuação: Como Preparar o Ar!! - 290. Um Novo Rei!! - 291. Air, a Verdadeira Comida!! | - 283. 馬王の生贄!! (Uma-ō no Ikenie!!) - 284. トリコの解決策!! (Toriko no Kaiketsusaku!!) - 285. VSヘラクレス!! (VS Herakuresu!!) - 286. “青”の覚醒!! ("Ao" no Kakusei!!) - 287. のろま雨と食王!! (Noroma Ame to Shoku-Ō!!) - 288. エアの調理法!! (Ea no Chōri-Hō!!) - 289. 続・エアの調理法!! (Zoku - Ea no Chōri-Hō!!) - 290. 新たなる王!! (Aratanaru Ō!!) - 291. エア、実食!! (Ea, Jisshoku!!) |

| - 292. O Mistério das Células Gourmet!! - 293. O Ataque de Neo!! - 294. Mais um Mundo!! - 295. Agora, Para a Área 7!! - 296. O Líder do Ecossistema!! - 297. Completamente Cercados!! - 298. Aviso de um Ancestral!! - 299. Revolta Contra a Tirania!! - 300. Ataque Feroz e Rugido!! | - 292. グルメ細胞の謎!! (Gurume Saibō no Nazo!!) - 293. NEO急襲!! (Neo Kyūshū!!) - 294. もう一つの世界!! (Mōhitotsu no Sekai!!) - 295. いざエリア7!! (Iza Eria 7!!) - 296. 生態系の統率者!! (Seitaikei no Tōsotsu-sha!!) - 297. 際限なき包囲!! (Saigen Naki Hōi!!) - 298. 太古人の警告!! (Taiko Hito no Keikoku!!) - 299. 圧制への反旗!! (Assei e no Hanki!!) - 300. 猛攻と咆哮!! (Mōkō to Hōkō!!) |

| - 301. A Brincadeira do Rei!! - 302. A Verdadeira Forma do Tesouro de Comida Pair!! - 303. No Momento do Encontro!! - 304. Semente da Coragem!! - 305. Preparativos Para a Brincadeira!! - 306. Agarrem a Centelha!! - 307. A Determinação Para Voltar à Montanha!! - 308. Andando com o Poder Máximo!! - 309. O Momento do Retorno!! - 310. Gongo!! | - 301. 王の遨び!! (Ō no Asobi!!) - 302. 食寶ペア正体!! (Shokuhō Pea Sei Karada!!) - 303. 邂逅一番!! (Kaikō Ichiban!!) - 304. 勇気の種!! (Yūki no Tane!!) - 305. 遊びの準備!! (Asobi no Junbi!!) - 306. キッカケを獲れ!! (Kikkake o Tore!!) - 307. 決意の再入山!! (Ketsui no Sainyū Yama!!) - 308. 歩みフルパワー!! (Ayumi Furupawā!!) - 309. 瞬間の再来!! (Shunkan no Sairai!!) - 310. ゴング!! (Gongu!!) |

| - 311. Mostre-se Monstro!! - 312. O que Você Quer Comer?! - 313. Aquela Pessoa!! - 314. Saru We Dance!! - 315. Performance Musical de 240 Trilhões!! - 316. Segure!! - 317. Sua Mão!! - 318. Indo às Lágrimas!! - 319. Todos Descem a Montanha Juntos!! - 320. Pair, A Verdadeira Comida!! | - 311. 出ズル化け物!! (Dezuru Bakemono!!) - 312. 何が喰いたい!! (Nani ga Kuitai!!) - 313. その者!! (Sono Mono!!) - 314. サル・ウイー・ダンス!! (Saru Uī Dansu!!) - 315. 240兆連弾!! (240-chō Rendan!!) - 316. 掴ぬ!! (Tsukanu!!) - 317. 手を!! (Te o!!) - 318. 涙に崩れて!! (Namida ni Kuzurete!!) - 319. みんなで下山!! (Min'na de ge Yama!!) - 320. 食寶実食!! (Shoku Takara Jisshoku!!) |

| - 321. A Festa de Reunião!! - 322. Tremor Sísmico!! - 323. A Verdade do Nitro!! - 324. Partida de Sorrisos!! - 325. Um Furioso Golpe Direto!! - 326. Combinações Surpreendentes!! - 327. Desenvolvimento!! - 328. O Teto da Civilização!! - 329. Chefs Empolgados!! - 330. Encontro e Confronto!! | - 321. 再会の宴!! (Saikai no Utage!!) - 322. 激震走る!! (Gekishin Hashiru!!) - 323. ニトロの真実!! (Nitoro no Shinjitsu!!) - 324. 笑顔の出発!! (Egao no Shuppatsu!!) - 325. 猛威直撃!! (Mōi Chokugeki!!) - 326. 意外な組み合わせ!! (Igaina Kumiawase!!) - 327. 散開ツ!! (Sankaitsu!!) - 328. 文明の屋根!! (Bunmei no Yane!!) - 329. 血沸く料理人達!! (Chiwaku Shefu-tachi!!) - 330. 出会いと対決!! (Deai to Taiketsu!!) |

| - 331. Máscaras Estranhas!! - 332. A Situação de Chako!! - 333. 1º Round da Batalha!! - 334. 1 Milímetro Yuda!! - 335. Nova Agitação!! - 336. O Que Nakaume Viu!! - 337. Ressurreição e Reunião!! - 338. Joa vs Midora!! - 339. A Possibilidade de Ressurreição!! - 340. O Objetivo dos Nitros Azuis!! | - 331. 奇妙な仮面!! (Kimyōna Kamen!!) - 332. チャコの事情!! (Chako no Jijō!!) - 333. 1回戦!! (Ikkaisenn!!) - 334. 1ミリのユダ!! (1-Miri no Yuda!!) - 335. 胎動!! (Taidou!!) - 336. 中梅が見たもの!! (Nakaume ga Mitamono!!) - 337. 復活と再会!! (Fukkatsu to Saikai!!) - 338. ジョアvs三虎!! (Joa vs Midora!!) - 339. 復活の可能性!! (Fukkatsu no Kanōsei!!) - 340. ブルーニトロの目的!! (Burūnitoro no Mokuteki!!) |

| - 341. Os Mais Fortes Devoram uns aos Outros!! - 342. Toriko, Força Total!! - 343. O Ataque Direto do Don!! - 344. O Mundo de Trás!! - 345. A Verdade sobre o Projeto!! - 346. Os Utensílios de Cozinha Dourados!! - 347. Os Cavaleiros Testados!! - 348. Não Tem Nada que Não Possamos Comer!! - 349. Nossas Lembranças!! | - 341. 最強共の捕食合戦!! (Saikyo Domo no Kuiai!!) - 342. トリコ、スイッチオン!! (Toriko, Suitchion!!) - 343. 直撃のドン!! (Chokugeki no Don!!) - 344. 裏の世界へ!! (Ura no Sekai He!!) - 345. プロジェクトの真実!! (Purojekuto no Shinjitsu!!) - 346. 金の調理器具へ!! (Kin no Chōrikigu e!!) - 347. 試される騎士!! (Tamesareru Naito!!) - 348. 食えないものはない!! (Kuenai Mono Ha Nai!!) - 349. 記憶が!! (Kioku Ga!!) |

| - 350. O Ingrediente "Espera"!! - 351. Completamos!! - 352. Voltamos!! - 353. Rumo ao Prato Principal!! - 354. Um Passo do Rei dos Lobos!! - 355. Disputa de Cheiradas!! - 356. Todos se Reúnem!! - 357. Neo, a Criatura!! - 358. O Terrível Neo!! - 359. Seu Nome É, Don Slime!! | - 350. 「待つ」食材!! ("Matsu" Shokuzai!!) - 351. 果たされる!! (Hatasareru!!) - 352. 戻った!! (Modotta!!) - 353. メインへ!! (Mein e!!) - 354. 狼王の一足!! (Rōō no Hitoashi!!) - 355. 嗅ぎくらべ!! (Kagi Kurabe!!) - 356. 合流!! (Gōryū!!) - 357. ネオ、その生物!! (Neo, Sono Seibutsu!!) - 358. ネオキショい!! (Neo Kishoi!!) - 359. ドン・スライム、その名は!! (Don Suraimu, Sono Na wa!!) |

| - 360. O Cheiro da Verdadeira Identidade!! - 361. O Demônio que Vive em Mim!! - 362. No Caminho do Menu Completo!! - 363. O Don Luta Sério!! - 364. A Teoria!! - 365. O Filhote de Lobo!! - 366. Selem o Lobo!! - 367. Aquelas Lágrimas!! - 368. Me Dê Aquele 0.1 Segundo!! - 369. O Que é GOD!! | - 360. 匂いの正体!! (Nioi no Shōtai!!) - 361. 潜む悪魔は!! (Hisomu Akuma Ha!!) - 362. フルコース完成へ!! (Furukorsu Kansei e!!) - 363. 災害の本気!! (Don no Honki!!) - 364. ある考え!! (Aru Kangae!!) - 365. 狼の仔!! (Ōkami no Ko!!) - 366. 狼に封印を!! (Ōkami ni Fūin o!!) - 367. あの涙は!! (Ano Namida wa!!) - 368. 0.1秒を私に!! (0.1 Byō o Watashi ni!!) - 369. GODとは!! (God to wa!!) |

| - 370. GOD Todo Poderoso!! - 371. O Confronto da Era!! - 372. A Batalha Deles!! - 373. Onde GOD Lidera!! - 374. Morder e Morder de Volta!! - 375. Eles Estão Correndo!! - 376. A Assembleia dos Oito Reis!! - 377. Batalha dos Reis!! - 378. Nós Vamos Lutar e Cozinhar Juntos!! | - 370. GOD最強!! (Goddo Saikyo!!) - 371. 時代の対峙!! (Jidai no Taiji!!) - 372. それぞれの会戦!! (Sorezore no Kaisen!!) - 373. GODの示す場所!! (Goddo no Shimesu Basyo!!) - 374. 食い合い!! (Kuiai!!) - 375. 駆けつける者たち!! (Kaketsukeru Mono Tachi!!) - 376. 八王集結!! (Yaou Shuuketsu!!) - 377. 王たちの戦い!! (Ō-tachi no Tatakai!!) - 378. 共に調理!! (Tomo ni Tatakau!!) |

| - 379. Para GOD!! - 380. Em Direção a GOD!! - 381. Neo e Acacia!! - 382. Acacia se Move!! - 383. Toriko e Starjun!! - 384. Joa e Frohze!! - 385. O Menu Completo de Midora!! - 386. O Inimigo mais Diabólico, Acacia!! - 387. A Reunião com os Apetites!! | - 379. GODの元へ!! (GOD no moto he!!) - 380. GOD争奪戦!! (GOD Soudatsusen!!) - 381. ネオとアカシア!! (Neo to Akashia!!) - 382. アカシア、動く!! (Akashia Ugoku!!) - 383. トリコとスタージュン!! (Toriko to Sutājun!!) - 384. ジョアとフローゼ!! (Joa to Furōze!!) - 385. 三虎のフルコース!! (Midora no Furukōsu!!) - 386. 最凶の敵、アカシア!! (Saikyō no Teki, Akashia!!) - 387. 食欲との際会!! (Shokuyoku tono Saikai!!) |

| - 388. Prato Principal!! - 389. O Sabor que Ele Não Pode Suportar...!! - 390. O Objetivo de Acacia...!! - 391. Acacia VS Toriko!! - 392. O Menu Completo da Raiva!! - 393. Os Desejos de Acácia!! - 394. O Menu Completo de Toriko!! - 395. Todos ao Redor da Mesa de Jantar!! - 396. Ingredientes Nunca Antes Vistos!! | - 388. メインディッシュ!! (Mein Disshu!!) - 389. 奴の苦手な味...!! (Yatsu no Negate na Aji!!) - 390. アカシアの狙い...!! (Akashia no Nerai...!!) - 391. アカシアVSバーサストリコ!! (Akashia VS Toriko!!) - 392. 怒りのフルコース!! (Ikari no Furukōsu!!) - 393. アカシアの想い!! (Akashia no Omoi!!) - 394. トリコのフルコース!! (Toriko no Furukōsu!!) - 395. 皆で囲む食卓!! (Mina de Kakomu Shokutaku!!) - 396. まだ見ぬ食材!! (Mada Minu Shokuzai!!) |